# Neosisyphus tai
Neosisyphus tai är en skalbaggsart som beskrevs av Yves Cambefort 1984. Neosisyphus tai ingår i släktet Neosisyphus och familjen bladhorningar. Inga underarter finns listade i Catalogue of Life.